# Styela magalhaensis
Styela magalhaensis är en sjöpungsart som beskrevs av Wilhelm Michaelsen 1898. Styela magalhaensis ingår i släktet Styela och familjen Styelidae.
Artens utbredningsområde är Södra Ishavet. Inga underarter finns listade i Catalogue of Life.